# Paul Huet
Paul Huet (París, 3 de octubre de 1803-París, 1869) fue un pintor romántico francés de paisajes influido inicialmente por los grandes paisajistas ingleses, que evolucionó en la cercanía de la escuela de Barbizon y fue un claro precursor del impresionismo.

## Biografía

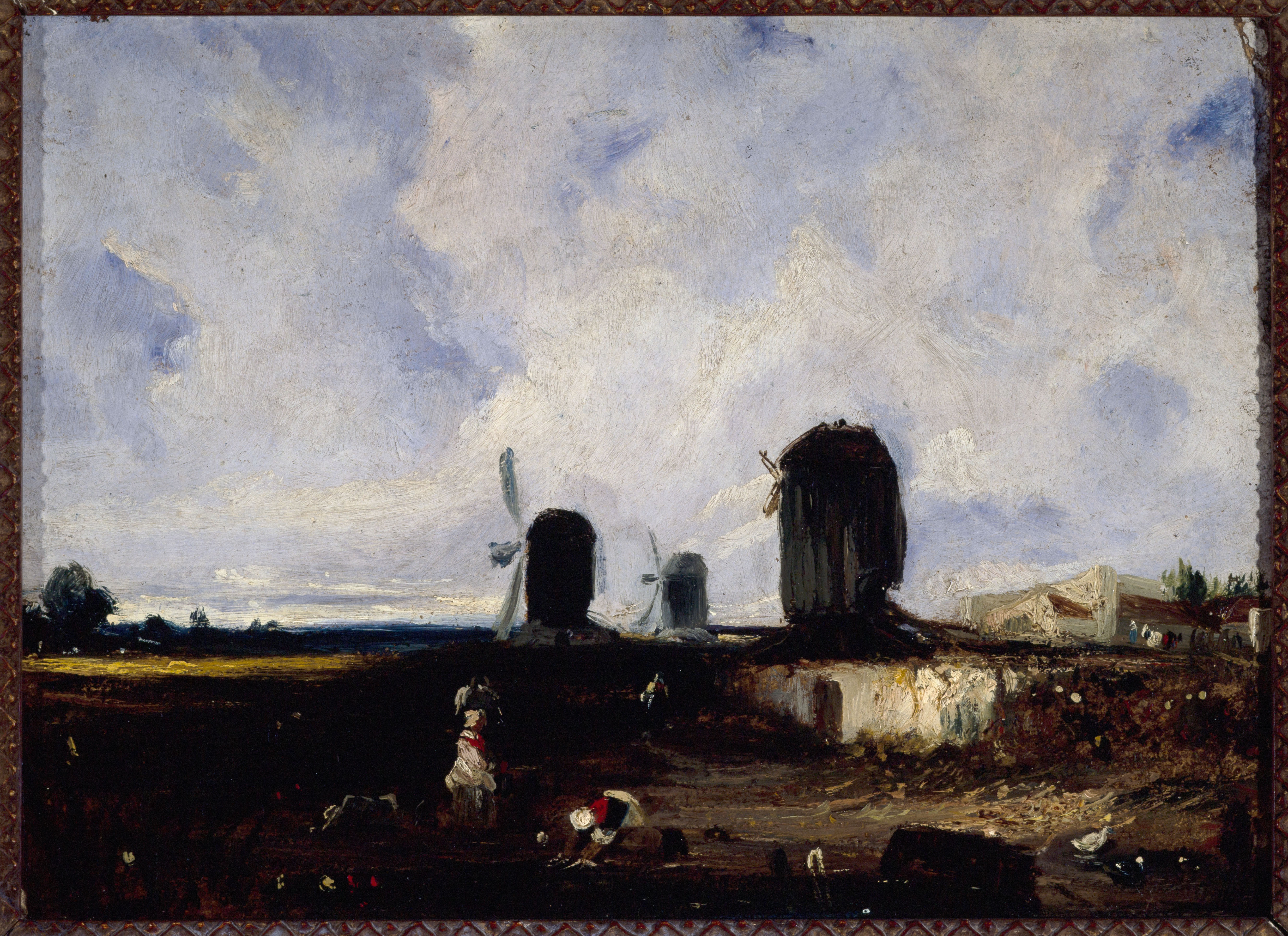
Paul Huet - Moulins près de la Glacière, 1820 - - Musée Carnavalet

### Formación
Paul Huet era el quinto hijo de una familia de pañeros normandos arruinada por la Revolución y el Imperio. Perdió a su madre en 1810, luego estudió en el Lycée Henri-IV en París. Quedó impresionado por un grabado de Rembrandt en el que está escrito en latín “Tacet, sed loquitur” (“silencioso pero habla”).

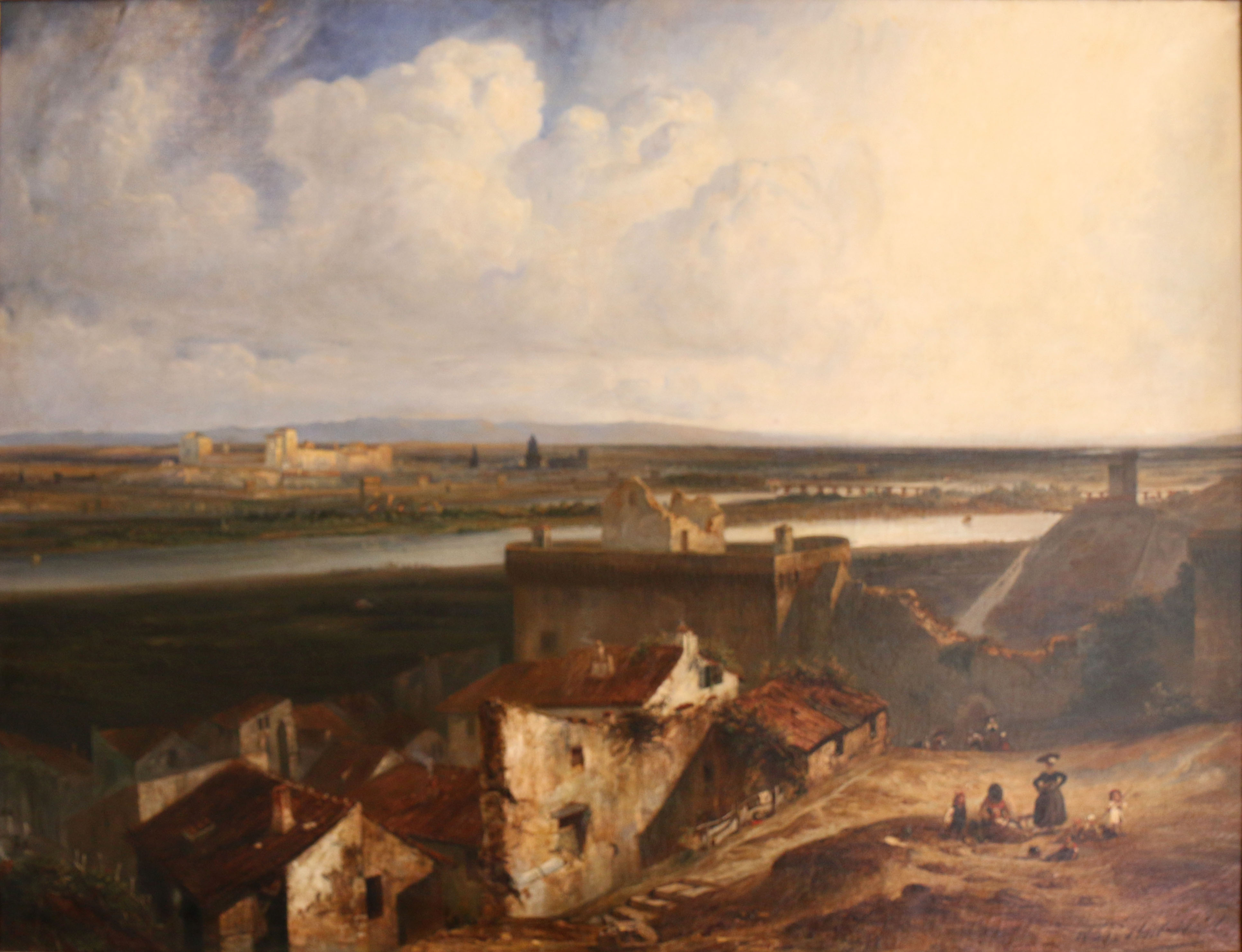
Paul Huet - Vue d'Avignon. 1834

En 1816, se convirtió en alumno de Jean Julien Deltil, en su estudio de Île Seguin, que frecuentó durante diez años. También siguió los cursos de Pierre-Narcisse Guérin cuyo academicismo rechazó. Guérin le declara que “nunca será más que un pequeño Van Loo” y “nunca será un premio de Roma”. En esa época estaba fascinado por La caza a caballo de Théodore Géricault.
Desde 1818 estuvo en el estudio de Antoine-Jean Gros en París. Estudió con Gros de 1818 a 1822, no sin dificultades, porque este último lo rechazó como alumno al principio. En 1822, en la Academia Suiza, conoció a Eugène Delacroix que acababa de presentar su Barca de la medusa en el Salón y venía a verlo pintar en su habitación de rue Madame, 27. Una profunda amistad unirá a los dos hombres a lo largo de sus vidas.
La muerte de su padre en 1823 lo pone en dificultades financieras. Por entonces pintó numerosos ramos de flores y se quedó en Normandía, donde pintaba paisajes durante los viajes que hizo por la zona.

### Afinidad con los paisajistas ingleses
Quien más influyó en el principio de su carrera artística fue el paisajista británico Bonington, con quien mantuvo una larga amistad. Bonington y Huet pintaron juntos con frecuencia, llegando a viajar juntos a Normandía en el año 1827. Pero en su obra posterior, la influencia más marcada es la de John Constable cuya obra y sus interesantes estudios de efectos atmosféricos, conoció en el Salón del año 1827. El grabador inglés Samuel William Reynolds, grabador de Joshua Reynolds, vino a visitarlo y animarlo. Influenciado por Bonington y los hermanos Fiedling, Huet es criticado por ser un imitador de la escuela inglesa, pero también, posteriormente, se le atribuye haber iniciado la nueva tendencia de los paisajistas que pintabann al natural, fuera de los talleres.

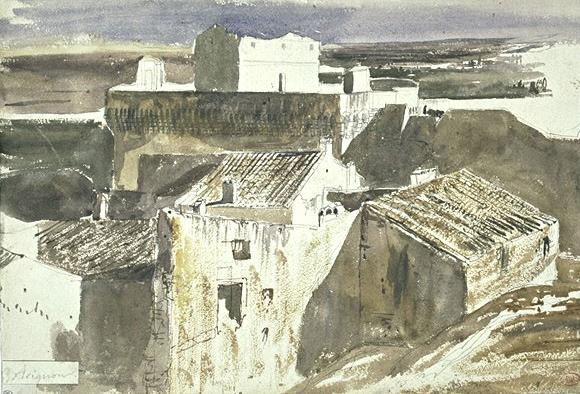
Vista de Villeneuve-lès-Avignon (1833), acuarela, París, museo del Louvre.

A finales de 1829, Paul Huet pintó una Vista general de Rouen, tomada desde el Mont-aux-Malades para un diorama.

### Debut en el Salón

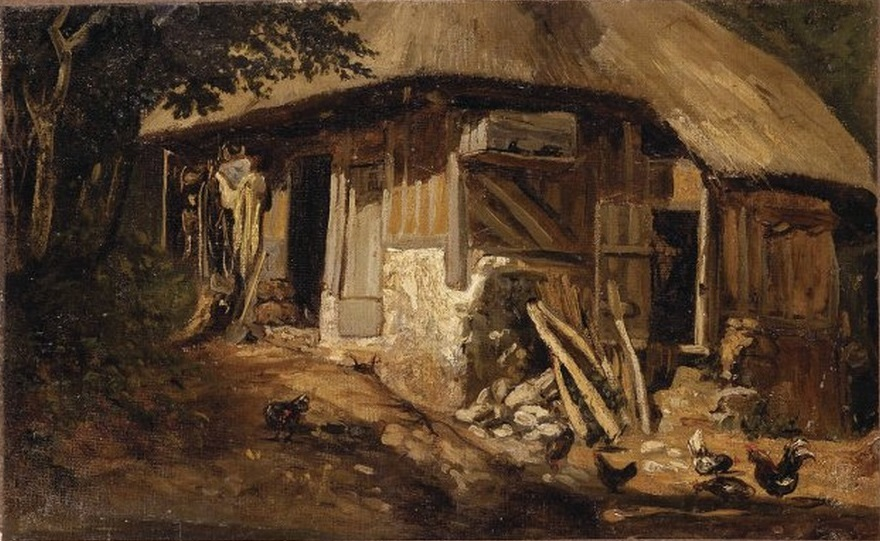
Cabaña normanda, óleo sobre lienzo, 23,5 x 28 cm, París, musée du Louvre.

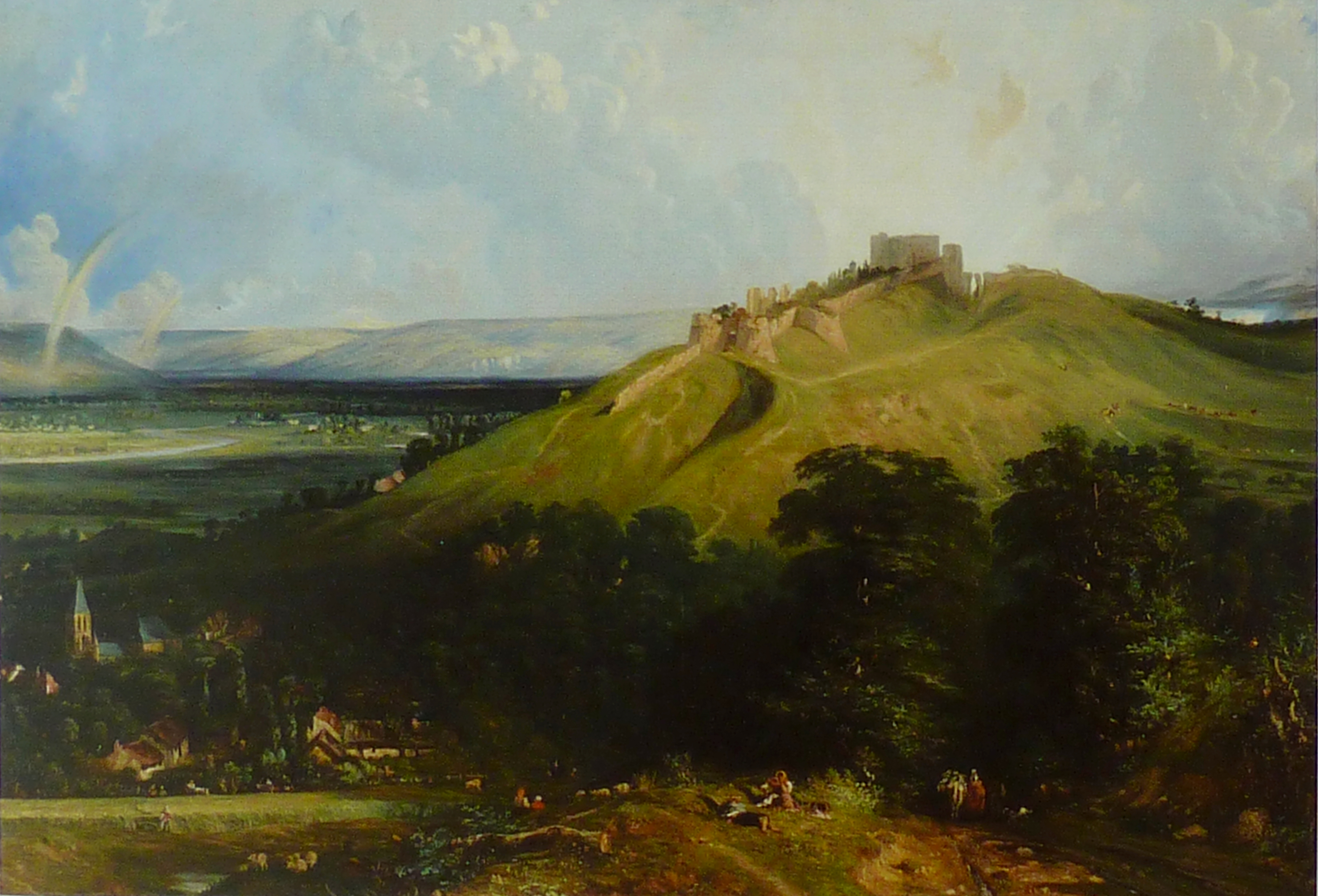
Arques-la-Bataille (1839), Museo de Bellas Artes de Orleans.

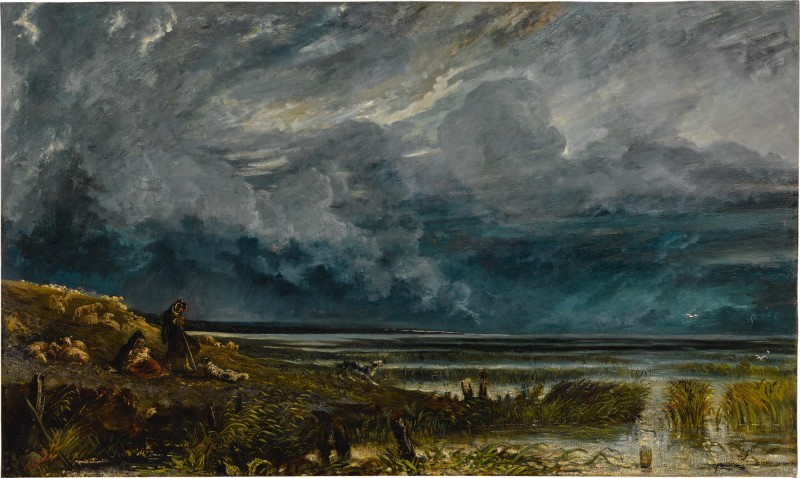
Paul Huet - MARAIS SALANTS AUX ENVIRONS DE SAINT-VALÈRY EN SOMME, PICARDIE

Aunque gravemente enfermo en 1826 - probablemente debido a la desnutrición - Paul Huet se incorporó al Salón en 1827. En 1828, se quedó nuevamente en Normandía, donde desarrolló un fructífero intercambio artístico con Bonington. Podemos ver en las obras de este período la influencia de J.M.W. Turner cuyo River's Scenery empuja a Paul Huet hacia el ambiente brumoso y la imprecisión.
Víctor Hugo descubrió su taller con entusiasmo: “Eres un joven con los más hermosos talentos. Compartirás la satisfacción de Delacroix y la mía”, escribió. Republicano comprometido, Paul Huet participó en los días de la revolución de 1830 y se involucró en las batallas políticas en feroz oposición a la Monarquía de Julio. Practicó la caricatura política a instancias de Daumier, después ingresó en la prisión de Sainte-Pélagie, pero también publicó numerosos grabados, presentados en la galería Gaugain donde la duquesa de Berry lo descubrió y compró el titulado Une chaumière. Cayó gravemente enfermo. De regreso, viaja por Auvernia y el valle del Ródano hasta Aigues-Mortes; la práctica de la acuarela se vuelve decisiva.
Se hizo amigo íntimo del escritor Lamartine, cuyo lirismo apreciaba, mezcla de exaltación y profunda melancolía, desde que leyó las Meditaciones poéticas en 1820. La obra de Paul Huet es entonces parte integral del movimiento romántico. Sus amigos son Delacroix, Alexandre Dumas, Théophile Gauthier, Lamartine.

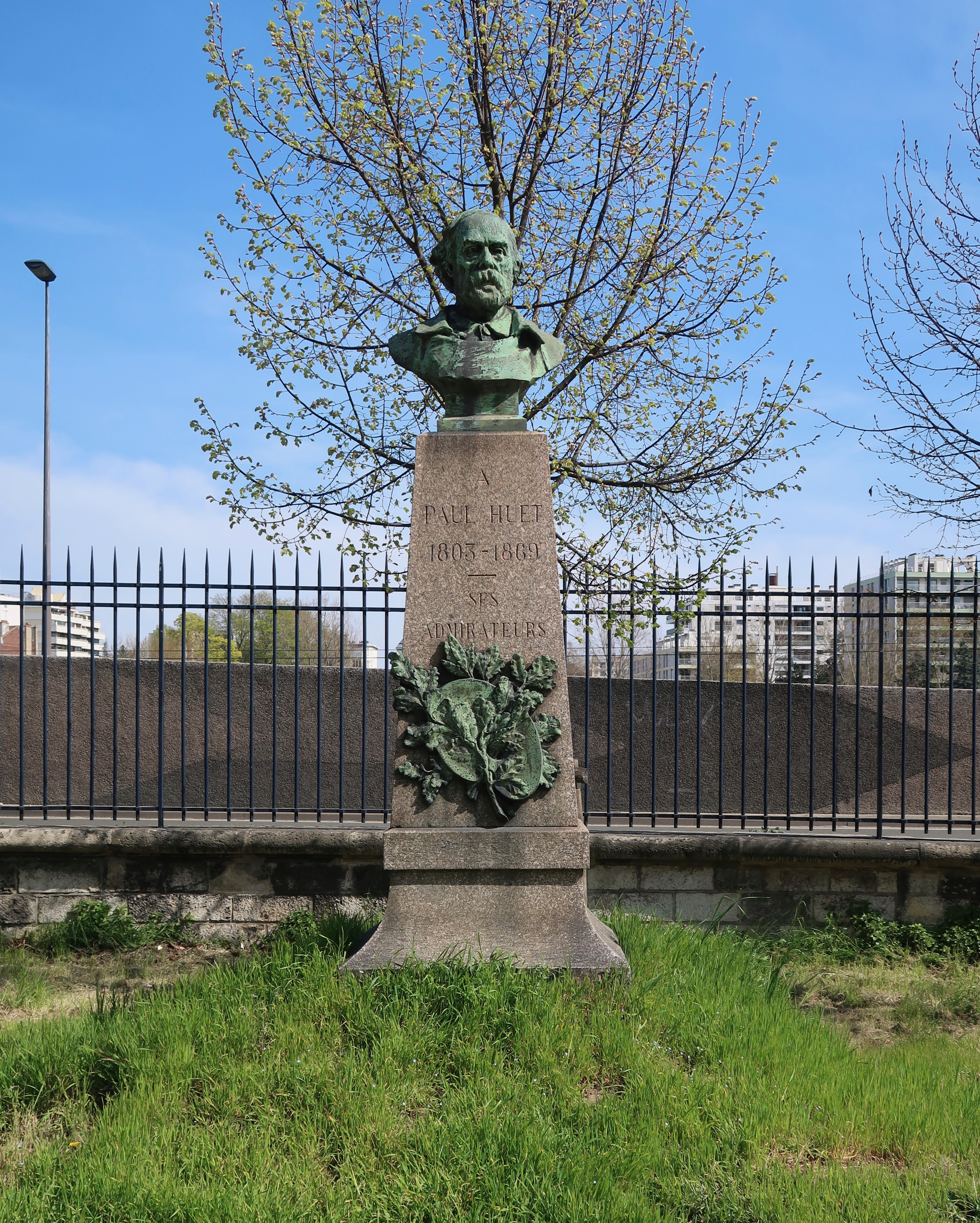
Armand Bloch, Monumento a Paul Huet, parque Saint-Cloud (Hauts-de-Seine).

El irascible Delécluze, defensor de Ingres, le reprochó en el Journal des debates de 1833 “descuidar absolutamente el dibujo”, mientras que Vista general de Ruán de Paul Huet recibió una medalla en el Salón del mismo año. En julio, Paul Huet, animado por Granet, baja al sur con su cuaderno de acuarelas bajo el brazo. En agosto y septiembre deambuló por Arlés, Nîmes y Aigues-Mortes.
En 1834 contrae matrimonio con su sobrina, Céleste Richomme, pintora y copista. A partir de 1835, su pincelada se hizo más espesa. En 1837 fue nombrado profesor de dibujo de la duquesa de Orleans con la ayuda de Alexandre Dumas, a quien le divirtió ver a un republicano poniéndose al servicio de la nobleza. George Sand lo recibió en Nohant y mantuvo correspondencia con ella.
En 1839, cuando Daguerre acababa de inventar su proceso fotográfico, el duque de Orleans encargó al pintor la realización de una serie de acuarelas sobre pueblos del sur. El pintor quedó impresionado por este invento y le escribió a su amigo Ducaisne: “Estoy completamente atónito por el descubrimiento de Daguerre (pero) no me preocupa el arte en sí mismo". El mismo año, Céleste murió de tisis, después de varias estancias en el sur y en Niza, donde el clima era favorable para su esposa. Recibió la insignia de caballero de la Legión de Honor el 22 de junio de 1841.
Emprendió entonces la tarea de reflejar la luz local a la acuarela. En 1842 viajó a Italia. En 1845 regresó a Eaux-Bonnes, en los Pirineos Atlánticos, con su amigo Delacroix.

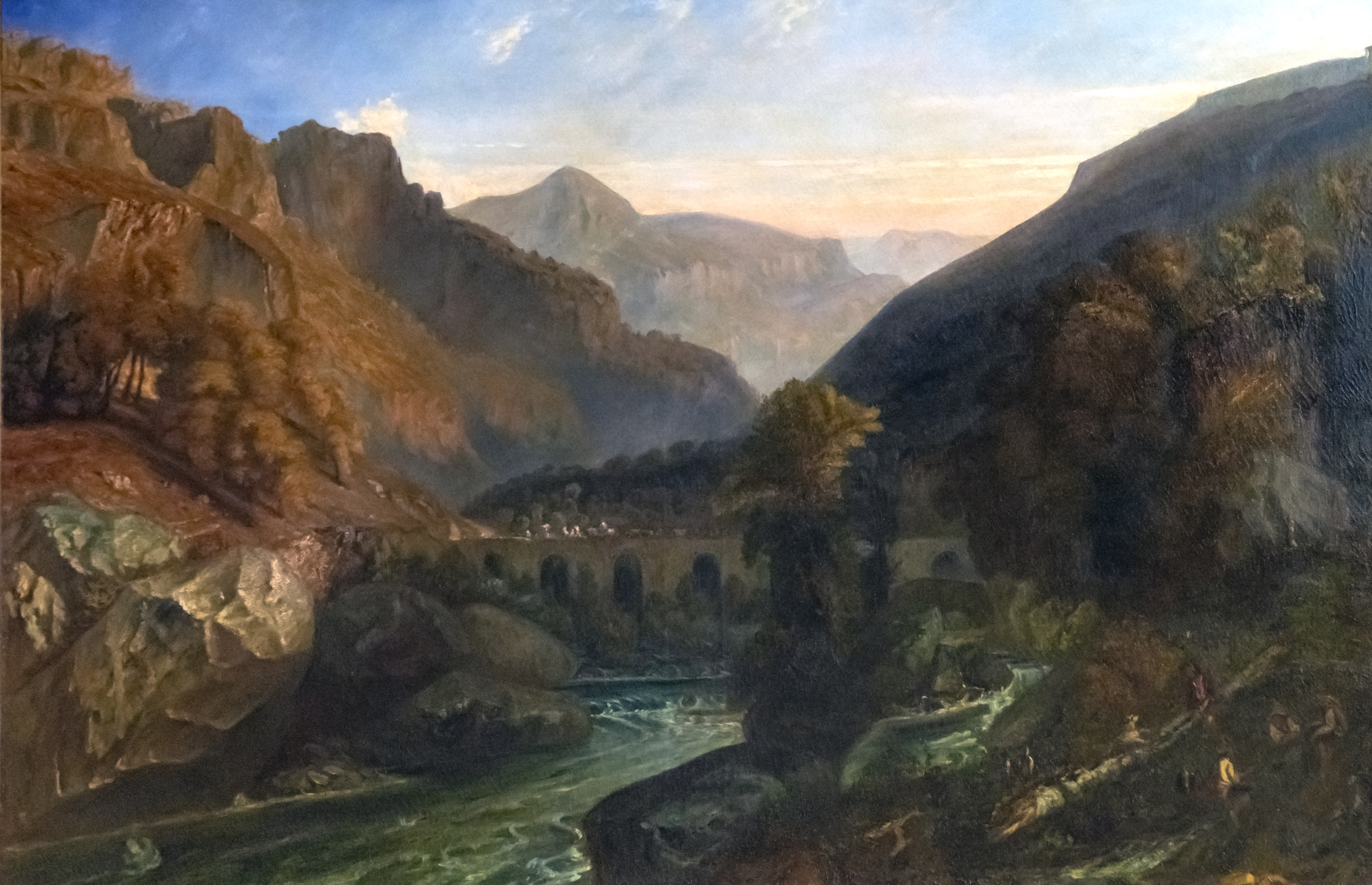
Paul Huet - Vista tomada alrededor del Col de Tende (Salón de 1849), Musée des Beaux-Arts de Carcassonne.

### Un nuevo matrimonio
Después de un viaje a Italia, en Roma, Huet se casó con Claire Sallard en 1843, 19 años menor que él. Su hijo René nació el 28 de noviembre de 1844. Comenzó a practicar el pastel. Aunque rechazado en el Salón junto con Corot, el pintor vive con discreta facilidad vendiendo, habitualmente sin marchante, a una clientela burguesa.
En 1845, acudió a los baños termales de Eaux-Bonnes, en los Pirineos Atlánticos, con su amigo Delacroix, para tratarse de “una congestión pulmonar”. Descubrió España y se quedó en Pau donde en 1846 nació su hija Edmée el 25 de agosto.

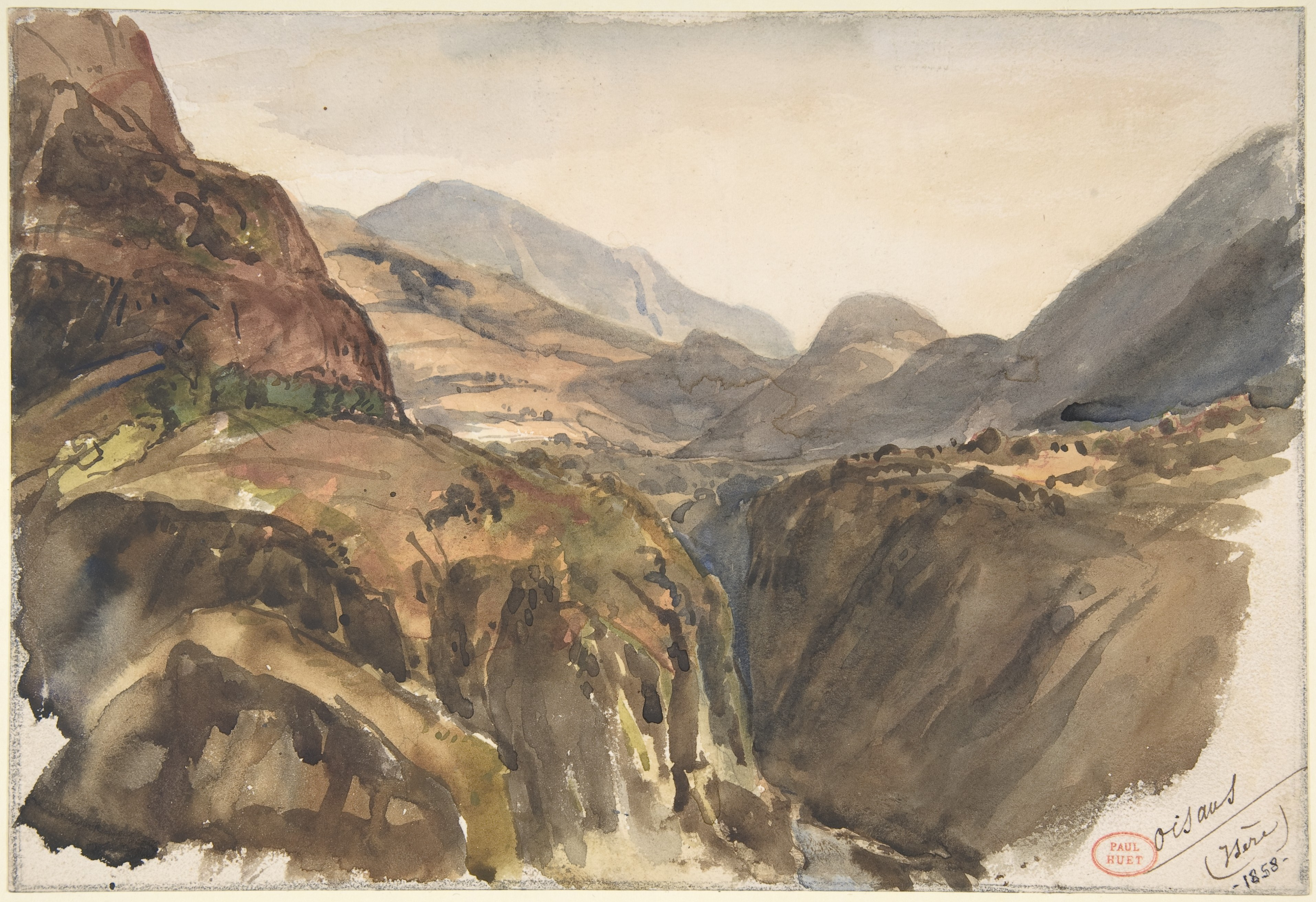
Oisans (Isère) (1858), acuarela, Nueva York, Museo Metropolitano de Arte.

Después de 9 años de ausencia en París, regresó al Salón de 1848 donde recibió una medalla de oro. Se opuso a las insurrecciones de junio de 1848 con las armas en la mano para restaurar el orden. Con la República restaurada, intenta involucrar al gobierno como protector de las artes. Quería restaurar los palacios nacionales y que los artistas jóvenes practicaran allí para darles trabajo en la decoración y copiando obras maestras para "popularizar el arte".
Después volvió a practicar la pintura al aire libre en Normandía y Fontainebleau. En esa época estaba fascinado por Watteau, del que poseyó varios cuadros. Cuando Víctor Hugo convocó a un levantamiento contra el Golpe de Estado del 2 de diciembre de 1851, estaba en las barricadas y en las manifestaciones. Fue maltratado y casi fusilado en la rue Saint-Placide, por el pueblo parisino que se consideraba traicionado. Se ofreció como Comisionado para la Revolución en su casa de la rue du Recherches-Midi, 55. A continuación vino la represión provocando varias muertes. David d'Angers es arrestado. Derrotado, con sus amigos en el exilio y sufriendo de una oftalmía que le impidió trabajar durante seis semanas, se apodera de él la ira y la desesperación. Se recuperó al final del invierno.

### Salud frágil
Incluido en la lista negra por el gobierno de Napoleón III en 1852, se definió a sí mismo como un "exiliado interno". Además, tuvo dificultades para recuperarse del sarampión. En 1855, pintó Inundación de Saint-Cloud. Delacroix estaba entusiasmado: “Es una obra maestra, ¡pulveriza la búsqueda de pequeños efectos de moda!", le escribió el 21 de abril y le obtuvo una medalla adicional en la Exposición Universal de París.
En 1856, contrajo la fiebre tifoidea durante una estancia en Normandía y tuvo dificultades para recuperarse; volvió a permanecer postrado en cama durante seis meses y durante más de dos años no pudo trabajar con regularidad. En 1857, el gobierno le compró L'Inondation de Saint-Cloud para el Musée du Luxembourg.
Recuperado pero delicado, trabajó en Tréport, Dives o en el bosque de Fontainebleau. En 1858, Eugène Delacroix lo visitó y anotó en su diario del martes 13 de abril: “Pasé tres horas y media en casa de Huet. Sus cuadros me impresionaron. Hay un vigor raro; Todavía hay zonas indefinidas, pero está en su talento. No puedes admirar una cosa sin arrepentirte de otra cercana. En definitiva, un gran avance en sus  buenas cualidades. Basta para hacer obras que quedarán en la memoria, lo que me pasó a mí. Pensé en ello con gran placer toda la noche."
En 1861, las sucesivas muertes de su hermano mayor y su sobrina Caroline lo aniquilaron por completo. Su esposa decide que se instalen en Sèvres. Viajó a Londres en 1862 con motivo de la presentación de su Inundación en la Exposición Universal. Está decepcionado de volver a ver la pintura de Constable, que parece preferir en su memoria, y está encantado con la vista de los Turner y sus locuras. Visita a la familia Orleans en el exilio en Londres. Aprecia la ciudad, sus parques pero también comenta su miseria social. Fue a Cornualles y Cumberland, donde trajo una docena de aguadas, incluidas vistas de Stonehenge.
En 1863, compró un chalet en Chaville y se apasionó por el arte japonés que descubrió en Londres. Pronuncia el elogio fúnebre de Delacroix que abre con las palabras de Goethe: “Señores. Los muertos se van rápido”, que le gustaba citar a Delacroix. Designado heredero por Delacroix, recibe la colección de litografías de Charlet, pinturas de Monsieur Auguste y bocetos de Portelet, pero al no recibir obras de Delacroix, dibujos o pinturas, participa en la venta del taller en 1864 donde compra entre otras cosas una Cabeza de caballo y una Figura académica. En 1864 viajó a Holanda para descubrir a Rembrandt. Participó en la Exposición Universal de 1867, pero se resintió las críticas de Théodore Rousseau, que se había convertido en académico y presidente del Salón, mientras que, instado por sus amigos Michelet y Ernest Meissonier, se presentó sin éxito a la Académie des beaux-arts. .

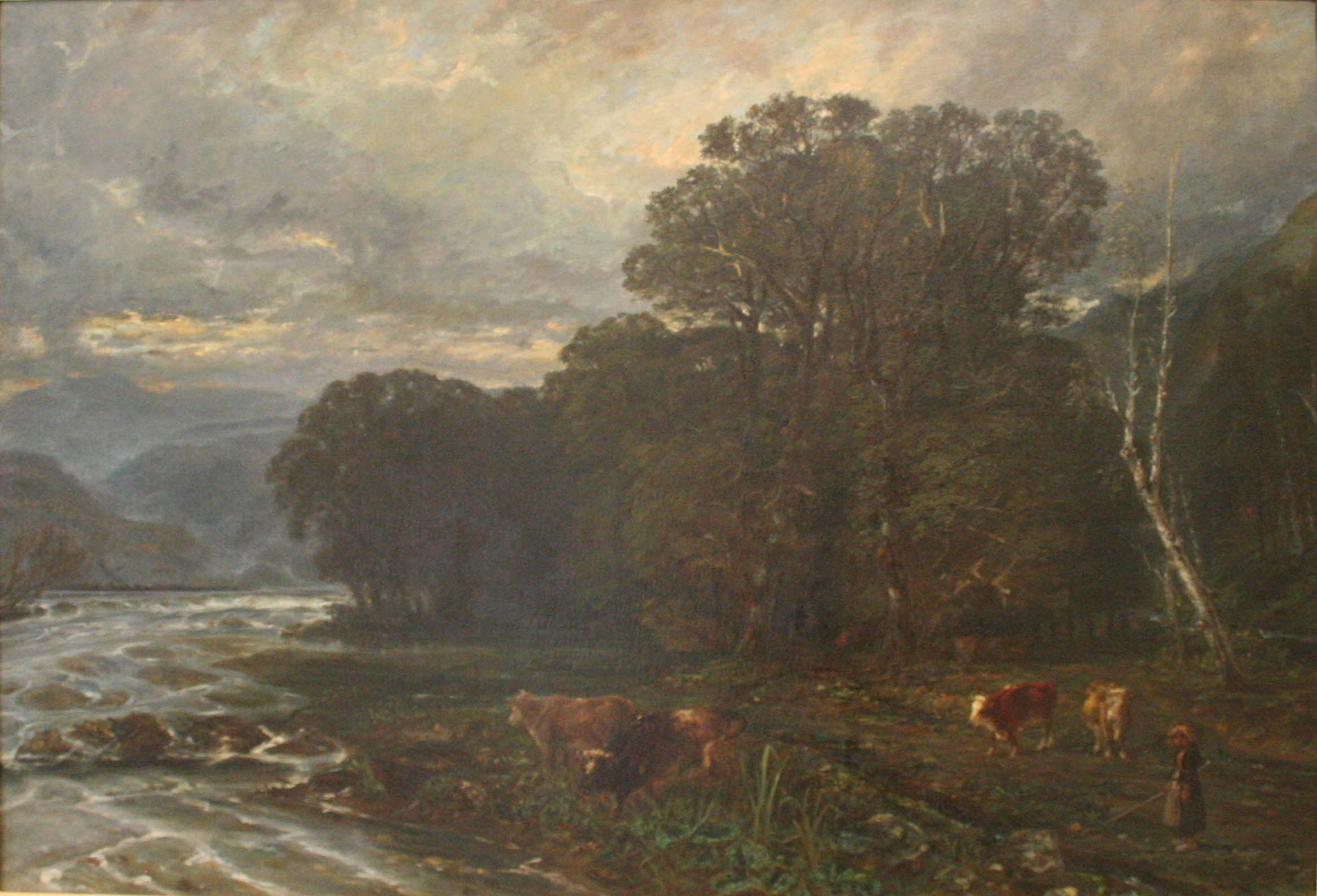
Paul Huet - Huet-Gave débordé 1865

Su hijo René-Paul Huet (1844-1928), estudiante de bellas artes, ayudó a su padre en su trabajo. En 1868, su hija Edmée (1846-1910) se casó con Robert David d´Angers (1833-1912), hijo del famoso escultor y viejo amigo del pintor. El matrimonio fue difícil, infeliz y preocupaba al pintor. Después de una última estancia en Normandía, en Étretat en particular, Paul Huet murió el 9 de enero de 1869, en rue Madame,35, en el distrito 6 de París de una embolia pulmonar y “dolor de corazón”. En su escritorio, había una frase "YO SOY LA MUERTE". Fue enterrado el 11 de enero en París en el cementerio de Montparnasse. Durante su discurso fúnebre, Ernest Chesneau declaró que el paisaje antes de Paul Huet, “era un arte decorativo, un arte de combinación académica; él lo convirtió en un arte de la pasión, un arte heroico”. Según su amigo Jules Michelet, “Nació triste, delicado, hecho para las sombras fugaces, las lluvias a veces soleadas, era más que un pincel, era un alma, un espíritu encantador, un corazón tierno."

## Estilo

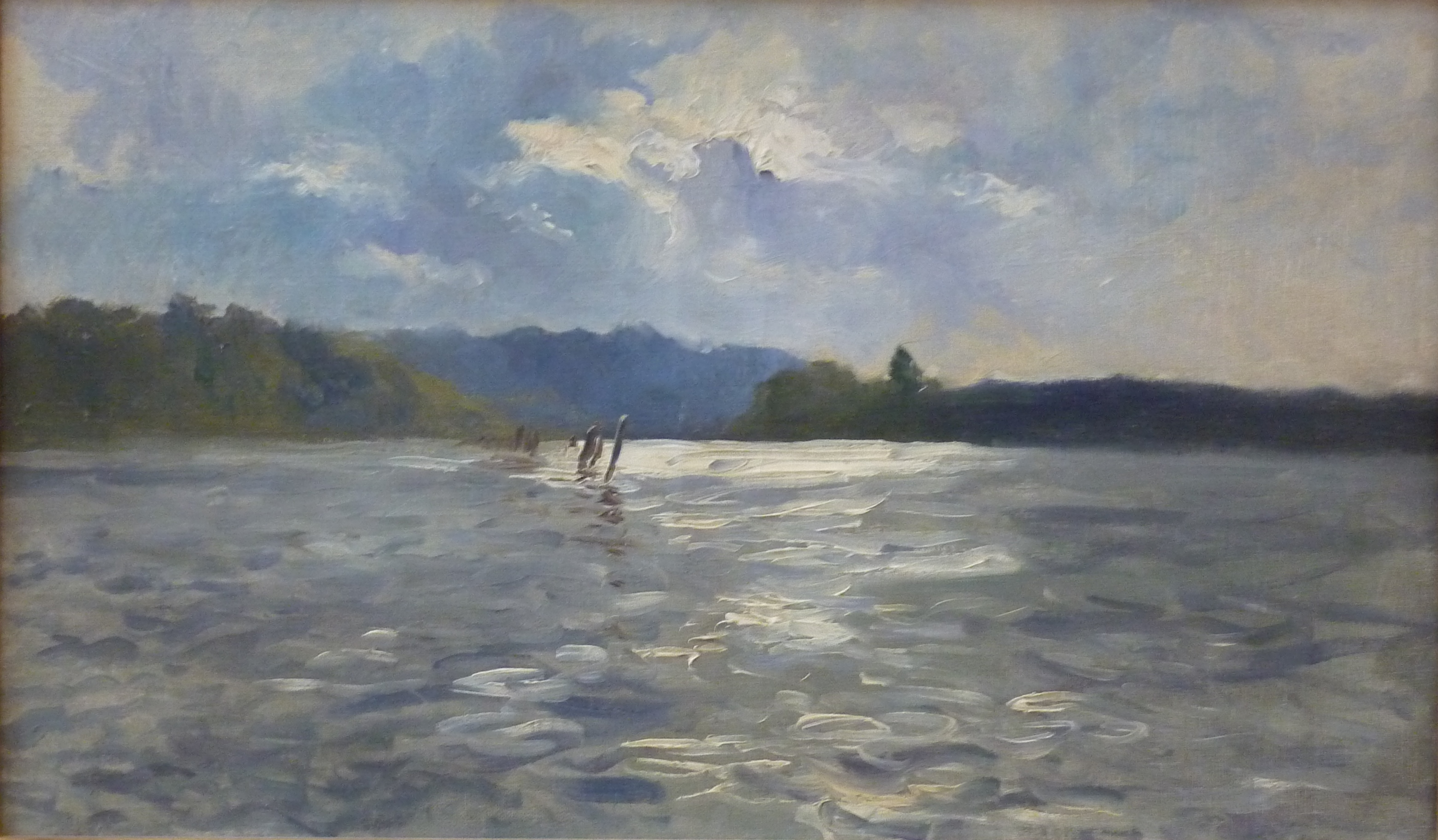
Paul Huet La Laïta à marée haute

Se le recuerda por sus paisajes románticos, obras atormentadas de pincelada amplia, con colores contrastados y temas amenazantes, como tormentas, intensos oleajes, mares encrespados y fuertes lluvias. Especialmente conocidos son sus «cuadros de olas». Su obra marcada por el lirismo "de las tormentas y la furia de las olas" era muy querida por los escritores Victor Hugo, Jules Michelet y Alexandre Dumas.  Con sus paisajes anticipó elementos de la naturaleza que interesaron a la Escuela de Barbizon, a cuyo círculo más amplio pertenecía. Estudió el paisaje de Normandía y de Compiègne, donde vivió desde los años 1820, pintando bocetos a plain air, esto es, al aire libre. Se le considera uno de los fundadores del «paisaje íntimo» francés.
La obra de Paul Huet evoluciona desde un paisaje soñado, idealizado, romántico que recuerda por sus cielos atormentados la pintura de Georges Michel a una pintura naturalista que prefigura el impresionismo a través de sus acuarelas y sus diarios de viaje, precisos o incluso etnográficos sobre las regiones francesas. Sus acuarelas son estudios de variaciones y efectos atmosféricos, sugiriendo formas y colores, sobre todo porque es uno de los primeros artistas franceses en practicar la acuarela con una libertad comparable a la de los pintores ingleses. Profundamente marcado por Constable en sus primeros días, la influencia de Turner fue notable alrededor de 1828 cuando disociaba formas y luces, de las cuales la acuarela "Mañana de invierno cerca del Pont-Neuf" es un ejemplo llamativo. Esta práctica tiende a desaparecer después de 1835.
Utiliza tonos puros desde 1828 en una época que valora los tonos matizados. A partir de 1845, su pincelada se amplió y se yuxtapuso, evolucionando a partir de 1862 hacia una pincelada más redondeada, lo que sería visto y asimilado por Claude Monet, Alfred Sisley o Camille Pissarro. Los pintores impresionistas también pudieron comparar a Turner y Huet en el Salón y en el Exposición Universal de 1855. A partir de 1863, su obra se vuelve preimpresionista por los efectos de la degradación de la luz, tanto en las acuarelas de los paisajes de Apt en la Vaucluse como en su última obra maestra un cuadro al óleo: La Laïta en pleamar (1865-1868).
Sin embargo, la obra de Paul Huet sigue siendo poco conocida porque ha sido poco estudiada en su totalidad, la última gran retrospectiva de Paul Huet data de 1938.

## Obras

### Datadas
- La tormenta al final del día o Le Cavalier (1822), óleo sobre lienzo montado sobre tabla, 46 × 68 cm, ubicación desconocida, Rossini Sale 2004[19]
- El Parc de Saint-Cloud, un jour de fête (1829), óleo sobre lienzo, 36 × 46 cm, Musée du Louvre[20]
- Vista de Villeneuve-lès-Avignon (hacia 1833), acuarela, 26 × 39 cm, Musée du Louvre
- Vista general de Aviñón y Villeneuve-lès-Avignon, tomada desde el interior del Fuerte Saint-André (1834), óleo sobre lienzo, 130 × 161 cm, museo Cahors Henri-Martin
- Clermont-Ferrand visto desde Royat (hacia 1835), óleo sobre papel sobre lienzo, 22 × 33 cm, Clermont-Ferrand, Musée d'Art Roger-Quilliot[21]
- Ollioules cerca de Toulon, route de Marseille (1838–1839), acuarela, 25 × 45 cm, ubicación desconocida[22]
- Vista de Puy de Dôme y Royat (1839), óleo sobre papel montado sobre lienzo, 30 × 38 cm, Clermont-Ferrand, museo de arte Roger-Quilliot
- Vista del valle y del castillo de Arques (1839), 114 × 165 cm, Musée des Beaux-Arts d'Orléans[23]
- Toulon visto desde La Seyne (1838-1841), acuarela, 17 × 31 cm, ubicación desconocida[24]
- Le Pont du Gard (1841), acuarela, 16 × 32 cm, ubicación desconocida[25]
- Le Val d'Enfer al pie del Sancy, boceto del anterior (hacia 1847), óleo sobre tabla, 21 × 25 cm, Musée des Beaux-Arts de Reims[26]
- Le Val d'Enfer a los pies de Sancy (1847), óleo sobre lienzo, 67 × 102 cm, Musée des Beaux-Arts de Reims[27]
- Vista tomada alrededor del Col de Tende (1948), óleo sobre lienzo, Musée des Beaux-Arts de Carcassonne
- Les Brisants à la pointe de Granville (hacia 1852), óleo sobre lienzo, 68 × 103 cm, Musée du Louvre[28]
- Calma matutina, interior del bosque (hacia 1852), óleo sobre lienzo, 58 × 86 cm, Musée du Louvre[29]
- Sol poniente (1855), óleo sobre lienzo, 112 × 213 cm, Musée du Louvre[30]
- La inundación de Saint-Cloud o Parc de Saint-Cloud (1855), óleo sobre lienzo, 203 × 300 cm, Musée du Louvre[31]
- Vista de las montañas en Oisans (Isère) (1858), acuarela, 17 × 26 cm, Metropolitan Museum, Nueva York[32]
- Porte de la route d'Uriage, en Vizille (1858), acuarela sobre papel, 30 × 32 cm, Vizille, Musée de la Révolution française[33]
- Estudio de un buey (hacia 1858), óleo sobre lienzo, 38 × 53 cm, Musée du Louvre
- Gran marea equinoccial alrededor de Honfleur (1861), óleo sobre lienzo, 101 × 164 cm, Musée du Louvre[34]
- Le Gouffre, paysage (1861), óleo sobre lienzo, 125 × 212 cm, París, Musée d'Orsay[35]
- Vista de los acantilados de Houlgate (1863), óleo sobre lienzo, 157 × 227 cm, Musée des Beaux-Arts de Bordeaux
- La Laïta en marea alta (1865-1868), óleo sobre lienzo, 33 × 55 cm, Musée des Beaux-Arts de Quimper

### De fecha no documentada
- Bosque de Fontainebleau o Les Chasseurs, óleo sobre lienzo, 87 × 125 cm, Musée du Louvre[36]
- Interior de un bosque (Compiègne), óleo sobre cartón, 21 × 26 cm, Musée du Louvre[37]
- Caballo normando, óleo sobre cartón, 21 × 27 cm, Musée du Louvre[38]
- Cabaña normanda con techo de paja, óleo sobre lienzo, 23 × 38 cm, Musée du Louvre[39]
- Paisaje romántico con castillo, acuarela, 13 × 26 cm, Museo de Arte del Condado de Los Ángeles[40]
- Estudio de árboles, pluma, tinta parda y aguada parda sobre papel beige, Alt. 0,592; L. 0,442 m.[41] Museo de Bellas Artes de París. Huet que era un apasionado del bosque de Compiègne, manifiesta en este dibujo su profunda emoción por esta naturaleza familiar. Sobre un montículo destacan varios árboles majestuosos, uno de ellos destrozado por un rayo.[42]
- Estudio de árboles: claro, bolígrafo, tinta parda y aguada parda, 43,5 × 58,5 cm.[43] Museo de Bellas Artes de París. Huet representa un sotobosque, un espacio íntimo donde los árboles se convierten en los protagonistas del lugar en el que hace aparecer el cielo como un telón de fondo luminoso.[42]